# Fulcanelli
Fulcanelli var ett namn som användes av en fransk alkemist och esoterisk författare, verksam på 1920-talet. Hans identitet är omdebatterad.
Fulcanelli står som författare av två verk utgivna 1926 efter hans påstådda försvinnande året innan.
Hans magnum opus, Le mystère des cathedrales (svensk översättning Katedralernas mysterium) hade överlämnats till hans ende lärjunge Eugène Canseliet. 
Uppenbart är att Fulcanelli var fransman, djupt bildad och kunnig om alkemins legender, arkitektur, konst, vetenskap och språk. Spekulationer  har identifierat honom med andra samtida  franska ockultister. En av Canseliets studenter har hävdat att Fulcanelli i själva verket var Jules Violle, en fransk fysiker, död 1923.[källa behövs]
Det har påståtts att Fulcanelli 1925 lyckades omvandla oädla metaller till guld. Historien om denne "mästeralkemist" populariserades 1960 av Pauwels och Bergier i deras internationella bestseller Le matin des magiciens, svensk översättning Vår fantastiska värld (1969)
Skönlitterära och populärkulturella referenser till Fulcanelli förekommer bl.a. i Paulo Coelhos bok Alkemisten och i Umberto Ecos Foucaults pendel samt i Frank Zappas låt But Who Was Fulcanelli.